# Nichtstrukturprotein
Ein Nichtstrukturprotein (abgekürzt NS bzw. NSP, englisch non-structural protein) bezeichnet in der Virologie Virusproteine, die nicht am strukturellen Aufbau des Virions beteiligt sind, also weder den Kapsid-, Matrix- und Membranproteinen der Virushülle zuzurechnen sind.

## Eigenschaften
Nichtstrukturproteine sind in der Regel nicht im Virion präsent, sondern sind erst während der Replikation des Virus in einer Wirtszelle nachweisbar. Wichtige Ausnahmen bilden Nichtstrukturproteine wie die RNA-abhängige RNA-Polymerase bei einzelsträngigen RNA-Viren mit negativer Polarität, bei denen dieses Enzym bereits im Virion vorhanden sein muss. Auch kovalent an das Genom gebundene Proteine wie bei den Parvoviridae oder dem Hepatitis-B-Virus, zählen trotz Präsenz im Virion zu den Nichtstrukturproteinen.
Zu den Nichtstrukturproteinen gehören alle viralen Polymerasen, Proteasen oder andere während des Vermehrungszyklus aktive Virusproteine. Nichtstrukturproteine besitzen auch Funktionen, die auf die Wirtszelle des Virus einwirken, z. B. zur Immunevasion oder zur Reifung bzw. zur Steigerung der Produktionsrate neugebildeter Tochtervirionen. Beispiele für Nichtstrukturproteine sind das Nichtstrukturprotein 1 und das Nichtstrukturprotein 2 des Influenzavirus, die Proteine NSP1 bis NSP6 bei Rotaviren, sowie die Proteine NSP1 bis NSP16 bei Coronaviren (die sie kodierenden Gene werden kursiv mit Nsp abgekürzt: Nsp1, Nsp2, …).